# Église de la Nativité-de-Notre-Seigneur-Jésus-Christ de Rome
L'église de la Nativité-de-Notre-Seigneur-Jésus-Christ (en italien : chiesa della Natività di Nostro Signore Gesù Cristo) est une église romaine située dans le quartier Appio-Latino sur la via Gallia.

## Historique
L'église fut construite sur les plans de l'architecte Tullio Rossi. L'église devient paroisse le 17 mars 1937 sur décision du cardinal vicaire Francesco Marchetti Selvaggiani dans son décret Succrescente in dies et obtient en 1969 le titre cardinalice Natività di Nostro Signore Gesù Cristo a Via Gallia institué par le pape Paul VI.

## Architecture et décorations
La façade se compose d'un portail unique, de deux entrées adjacentes, et d'un imposant campanile latéral. Au-dessus de l'entrée principale se trouve une rosace et la porte principale est ornée d'un bas-relief de marbre blanc représentant une Annonciation.
L'intérieur est constitué de trois nefs séparées par des piliers portant des représentations du chemin de croix en mosaïque ; la nef central possède un baptistère octogonal pour les immersions ; la contrefaçade intérieure possède une rosace qui représente l'Annonciation. L'abside principale possède une mosaïque représentant la nativité de Jésus réalisée par Gilda Nagni et les absides latérales des mosaïques représentant le Christ (à gauche) et la Pentecôte (à droite). Le tabernacle est l'œuvre de Goffredo Verginelli.

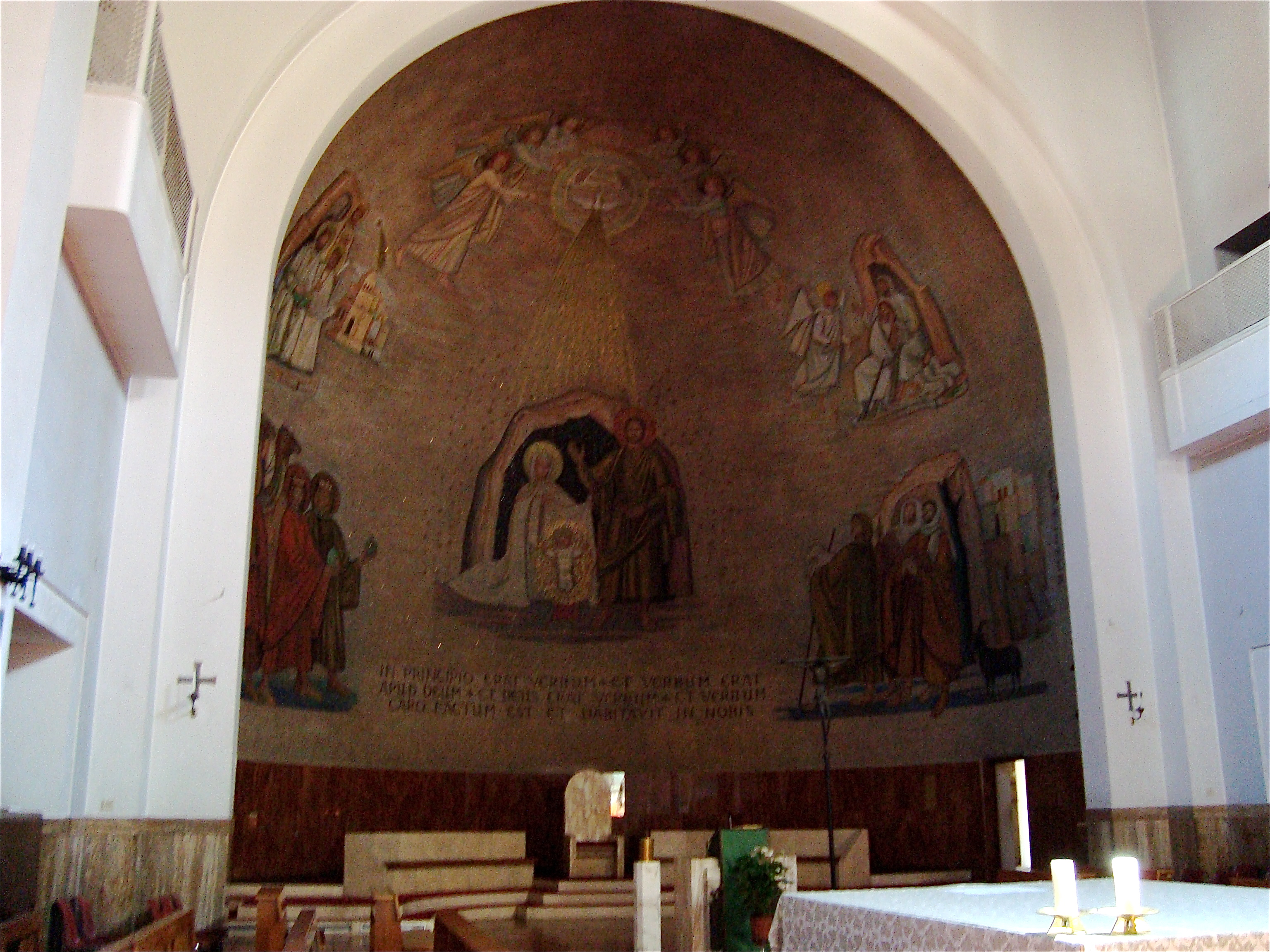
Vue de l'abside

L'église possède un orgue, œuvre (opus 530) du manufacturier lombard Mascioni (it), de la ville d'Azzio, construit en 1940 et restauré en 1983. À cette occasion, le système de transmission de l'instrument — de deux claviers de 58 notes et d'un pédalier de 30 — est électrifié.